# 代々木上原駅
代々木上原駅（よよぎうえはらえき）は、東京都渋谷区西原三丁目にある、小田急電鉄・東京地下鉄（東京メトロ）の駅である。駅番号は小田急電鉄がOH 05、東京メトロがC 01。

## 概要
小田急電鉄の小田原線と、東京メトロの千代田線が乗り入れている。千代田線は当駅が終点であるが、一部列車が当駅を介して小田原線と相互直通運転を行っている。当駅は両社の共同使用駅であり、小田急電鉄の管轄駅である。
小田急電鉄の駅長所在駅であり、「新宿管区代々木上原管内」として、参宮橋駅 - 当駅間を管理している。なお、東京メトロの駅としては、表参道駅務管区明治神宮前地域の被管理駅である。

## 歴史

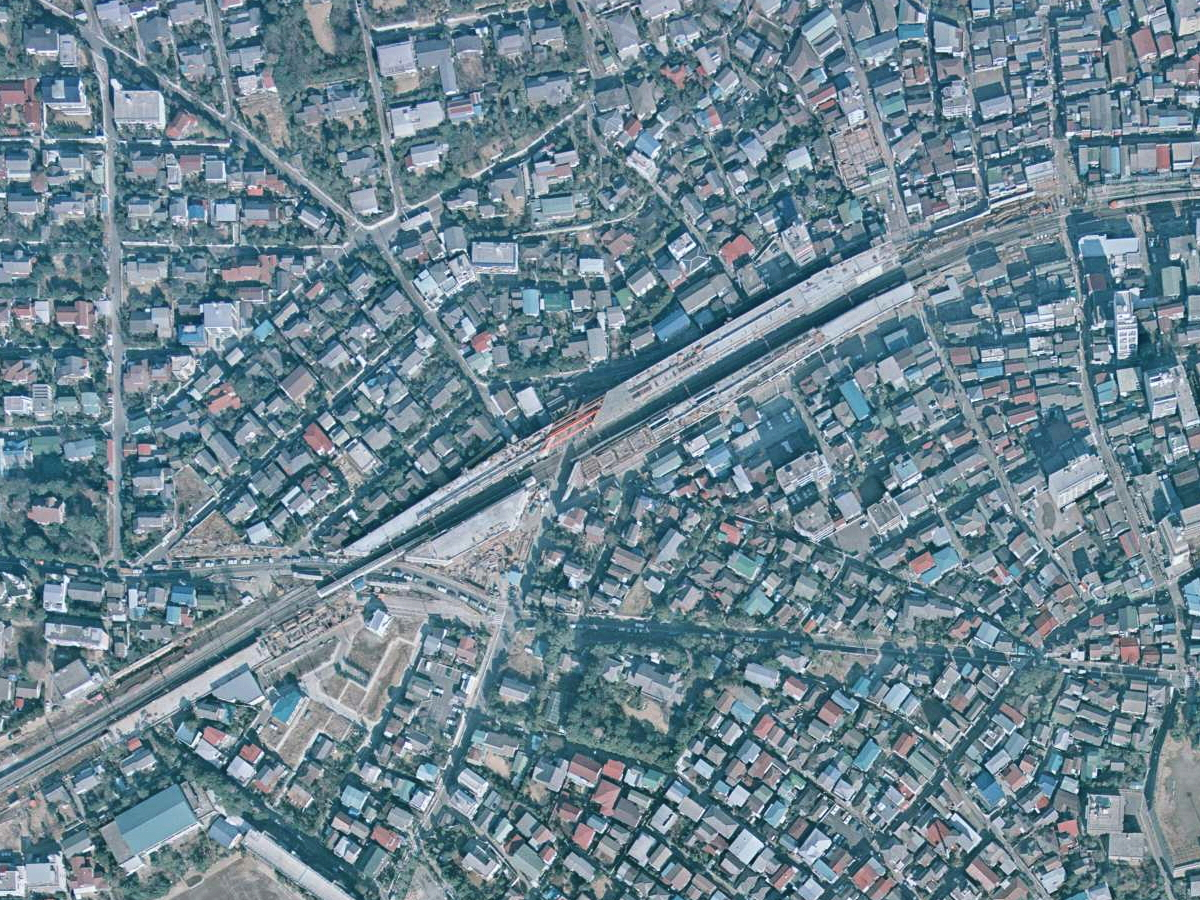
代々木上原駅周辺の空中写真（1975年1月20日撮影）

- 1927年（昭和2年）4月1日：代々幡上原駅（よよはたうえはらえき）として開業。
- 1941年（昭和16年）10月15日：代々木上原駅（よよぎうえはらえき）に改称。
- 1945年（昭和20年）
  - 6月1日：営業休止。
  - 12月1日：営業再開。
- 1976年（昭和51年）
  - 5月：下り線高架化[4]。
  - 7月11日：上り線高架化[4]。
- 1977年（昭和52年）10月18日：新駅舎完成（翌年の帝都高速度交通営団千代田線との相互直通に備えたもの）[5]。旧駅は現存する商店の「紅谷」の位置が改札口であった（現駅舎の東口付近)。
- 1978年（昭和53年）
  - 3月31日：営団地下鉄千代田線・代々木公園 - 代々木上原間が開通し、小田急小田原線との相互直通運転開始。同時に日本国有鉄道（現・東日本旅客鉄道）常磐線（各駅停車）と直通運転開始。また、乗換駅として小田急線急行・準急の停車駅となる。
  - 8月1日：営団が地震警報装置新設[6]。
- 1993年（平成5年）3月17日：商業施設「アコルデ代々木上原」オープン[7][8]。
- 2002年（平成14年）3月23日：小田原線に湘南急行・多摩急行新設、停車駅となる[9]。
- 2004年（平成16年）
  - 4月1日：帝都高速度交通営団（営団地下鉄）民営化に伴い、千代田線の駅は東京地下鉄（東京メトロ）へ移管[10]。
  - 12月11日：小田原線に快速急行・区間準急新設、停車駅となる。湘南急行は快速急行設定に伴い、廃止。
- 2007年（平成19年）
  - 2月1日：小田急定期券うりば営業終了。
  - 3月18日：ICカード「PASMO」が利用可能となる[11]。
- 2008年（平成20年）3月15日：小田急特急ロマンスカーが千代田線へ乗入開始[12]。当駅では運転停車扱いである。
- 2011年（平成23年）6月23日：商業施設「アコルデ代々木上原」がリニューアルオープン[13]。
- 2018年（平成30年）3月3日：当駅 - 梅ヶ丘駅間複々線化[14]。
- 2019年（令和元年）10月12日：千代田線ホームでホームドア使用開始。
- 2020年（令和2年）3月22日：小田急線ホームでホームドア使用開始。

### 駅名の由来
駅開設当時の「代々幡上原」は、当時の地名（東京府豊多摩郡代々幡村大字上原）に由来するものである。
現在の「代々木上原」は、1932年（昭和7年）10月10日、東京市15区に隣接する5郡82町村の東京市への編入によって、渋谷町、千駄ヶ谷町、代々幡町が合併して東京市渋谷区が成立した際に変更された住所である「東京府東京市渋谷区代々木上原町」から後日変更したものである。

## 駅構造
島式ホーム2面4線を有する高架駅。千代田線は内側2線を使用し、上り方面では小田急から千代田線に、下り方面では千代田線から小田急に直通できるよう設計されている。
前述の通り、駅管理は小田急が行っているため駅名標は全ホーム小田急仕様であるが、千代田線列車が発着する2・3番ホームは帯色が千代田線ラインカラーである緑色になっている。また、3番ホームには東京メトロ仕様の発車標と、車掌が取扱う発車ブザーボタンが設置されている。
東北沢側には、千代田線折返しのための引き上げ線が2線設置されている。2016年（平成28年）3月26日よりJR東日本車両（E233系）による小田急線乗り入れが開始された（同時に小田急車両もJR線乗入開始）が、かつて千代田線に乗入れていたJR東日本209系や207系、203系はそれ以降も小田急線への乗入れが出来ないため、この引き上げ線を使って必ず当駅で折返していた。かつて、特急ロマンスカー「あさぎり」号にJR東海371系が運用されていた頃は、私鉄の駅ながらJR東日本車両とJR東海車両がホームを挟んで並ぶことがあった。また、小田急4000形にも小田急に乗り入れない代々木上原止まりの運用が多く設定されており、その場合もこの留置線を使う。
当駅の代々木公園寄りの高架下には「代々木技術区」の事務所があり、中通路を挟んだ左右に各技術区の事務所があるほか、地上から高架線への階段と荷物用リフトが設けられている。現在は千代田線工務区代々木分室、千代田線電機区代々木分室、千代田線信通区代々木分室が配置されている。東北沢寄りの高架下には、千代田線の車掌・運転士が所属する代々木車掌事務室、代々木運転事務室（ほかに綾瀬駅に綾瀬車掌事務室・綾瀬運転事務室がある）が配置されている。
また、小田原線は当駅から西隣の東北沢駅までは複々線になっており、東北沢まで電留線を含めて6本の線路が平行していたが、当駅 - 梅ヶ丘駅間地下化複々線化工事のため急行線使用を休止し、暫定的に緩行線のみで運行していた。2013年（平成25年）3月23日の地下化後は急行線のみで運行していたが、工事が2018年（平成30年）3月3日に完成したため緩行線使用を再開し、複々線に戻った。当駅 - 東北沢駅間は、工事進捗に伴い、北側より列挙すると、以下のように使用する線路を変更している（この他、2009年（平成21年）から地下化の間に5回線路を変更している）。
| 工事前                           | 工事開始当初             | 2006年7月頃                    | 2008年3月頃                    | 地下化直前               | 地下化後                 | 工事後                         |
| -------------------------------- | ------------------------ | ------------------------------ | ------------------------------ | ------------------------ | ------------------------ | ------------------------------ |
| 小田急小田原線上り線（緩行線）   | 小田急小田原線上り線     | 工事のため休止（トンネル建設） | 小田急小田原線仮上り線         | 工事のため休止           | 小田急小田原線上り線     | 小田急小田原線上り線（急行線） |
| 小田急小田原線上り線（急行線）   | 工事のため休止           | 工事のため休止（トンネル建設） | 工事のため休止（トンネル建設） | 小田急小田原線上り線     | 工事のため休止           | 小田急小田原線上り線（緩行線） |
| 東京メトロ千代田線電留線（山側） | 東京メトロ千代田線電留線 | 小田急小田原線仮上り線         | 工事のため休止                 | 東京メトロ千代田線電留線 | 東京メトロ千代田線電留線 | 東京メトロ千代田線電留線       |
| 東京メトロ千代田線電留線（海側） | 東京メトロ千代田線電留線 | 東京メトロ千代田線仮電留線     | 東京メトロ千代田線仮電留線     | 東京メトロ千代田線電留線 | 東京メトロ千代田線電留線 | 東京メトロ千代田線電留線       |
| 小田急小田原線下り線（急行線）   | 工事のため休止           | 東京メトロ千代田線仮電留線     | 東京メトロ千代田線仮電留線     | 小田急小田原線下り線     | 工事のため休止           | 小田急小田原線下り線（緩行線） |
| 小田急小田原線下り線（緩行線）   | 小田急小田原線下り線     | 小田急小田原線下り線           | 小田急小田原線下り線           | 工事のため休止           | 小田急小田原線下り線     | 小田急小田原線下り線（急行線） |

### のりば
| ホーム | 事業者     | 路線     | 方向 | 行先                   | 備考                                  |
| ------ | ---------- | -------- | ---- | ---------------------- | ------------------------------------- |
| 1      | 小田急電鉄 | 小田原線 | 下り | 小田原・片瀬江ノ島方面 | 新宿方面からの列車                    |
| 2      | 小田急電鉄 | 小田原線 | 下り | 小田原・片瀬江ノ島方面 | 千代田線方面からの列車 千代田線の回送 |
| 3      | 東京メトロ | 千代田線 | -    | 北綾瀬方面             |                                       |
| 4      | 小田急電鉄 | 小田原線 | 上り | 新宿方面               |                                       |

（出典：東京メトロ:構内図）
- 千代田線の代々木上原止まりの折返し列車は、2番ホームで乗客を降ろした後、引上線で折返し、改めて3番ホームに綾瀬方面行きの列車として進入し客扱いを行う。3番ホームの乗車位置案内には始発先発用（紺色）と始発次発用（緑色）、小田急からの直通用（青色）が用意され、整列乗車が行われている。
- 千代田線は当駅折返し列車が多数設定されているのに対し、小田急小田原線当駅止・当駅始発列車は非常に少ない。2018年（平成30年）3月19日より、平日に下り当駅止列車が新規に設定された。
- 朝ラッシュの混雑を見込んで、ホーム幅員は下りホームより上りホームの方が数メートル広くなっている。
- 引上線では、千代田線車両1本の夜間留置がある。

#### 発着可能なホーム
- 代々木上原 - 東北沢の急行線使用休止直後のもの
  - 新宿方面
    - より到着 1番ホーム（直進）
    - への発車 4番ホーム（直進）

  - 小田原方面（緩行線）
    - より到着 3番ホーム（右へ分岐→左から合流）・4番ホーム（直進）
    - への発車 1番ホーム（直進）・2番ホーム（左へ分岐→右から合流）

  - 小田原方面（急行線）
    - 使用休止中

  - 綾瀬方面
    - より到着 2番ホーム（直進）
    - への発車 3番ホーム（直進）

  - 小田原方引上線
    - より到着 3番ホーム（直進）
    - への発車 2番ホーム（直進）

当駅 - 東北沢駅間は工事区間のため揺れる区間があった。

### 駅構内
各ホームに階段が2か所ずつ計4か所あり、小田急10両編成6・8号車付近となる。エスカレーターは駅構内には存在しない（改札外には存在する）。各ホームにエレベーターが1か所ずつ計2か所あり、小田急10両編成7号車付近となる。
売店は、3・4番ホームに東京メトロ系のものがある。かつては1・2番ホームに小田急系売店があったが2018年（平成30年）に廃止され、2020年（令和2年）2月時点では自販機スペースとなっている。
ホームドアは千代田線ホームで2019年（令和元年）10月12日、小田急線ホームで2020年（令和2年）3月22日の初電から使用開始した。

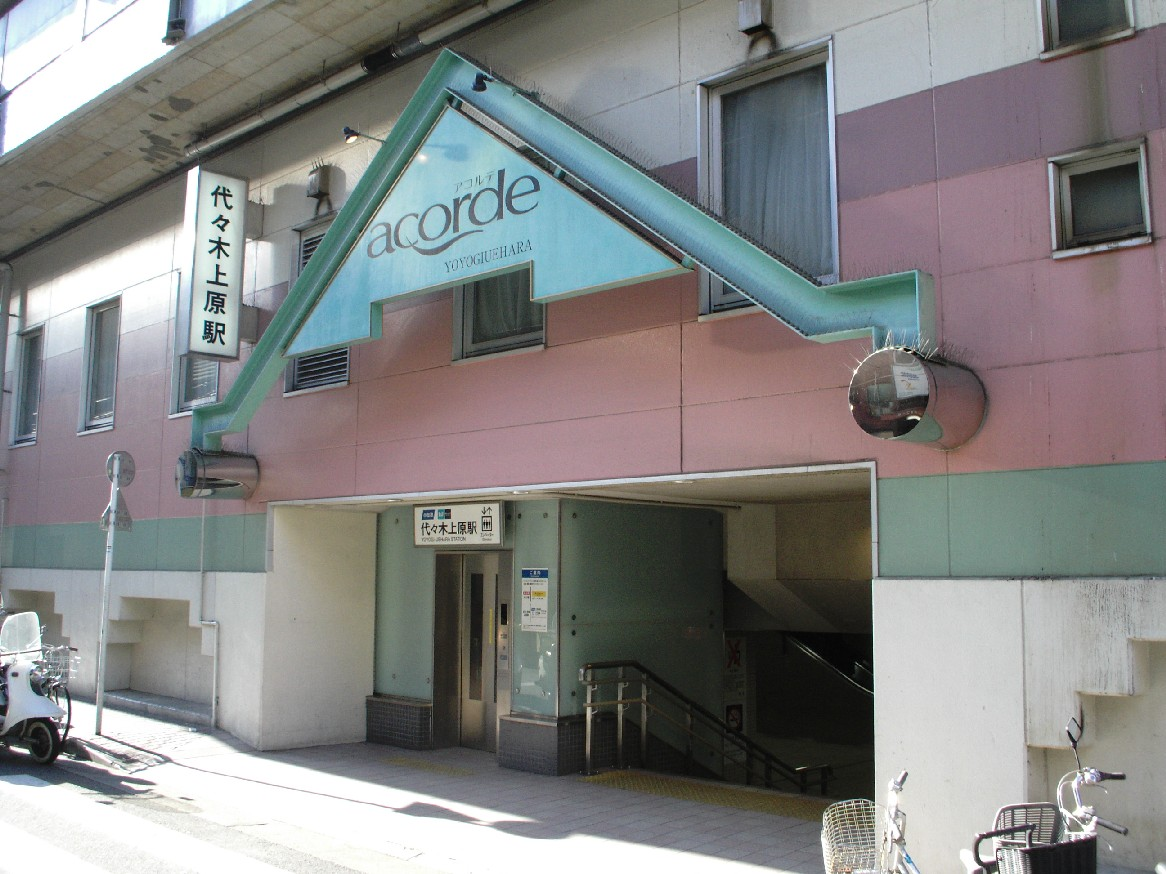
南口（2007年2月21日）
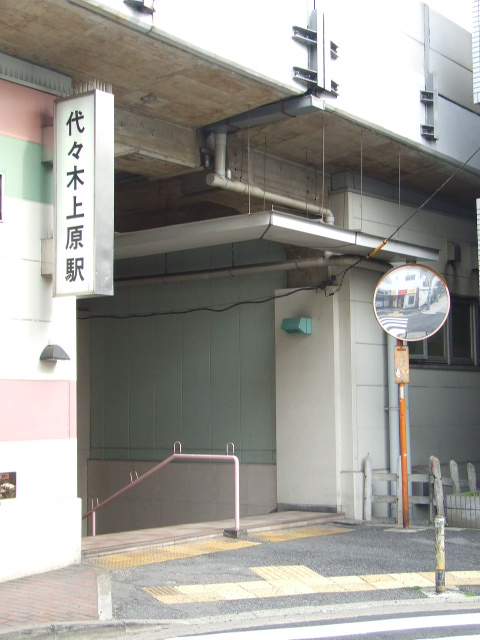
第二南口（2007年3月2日）
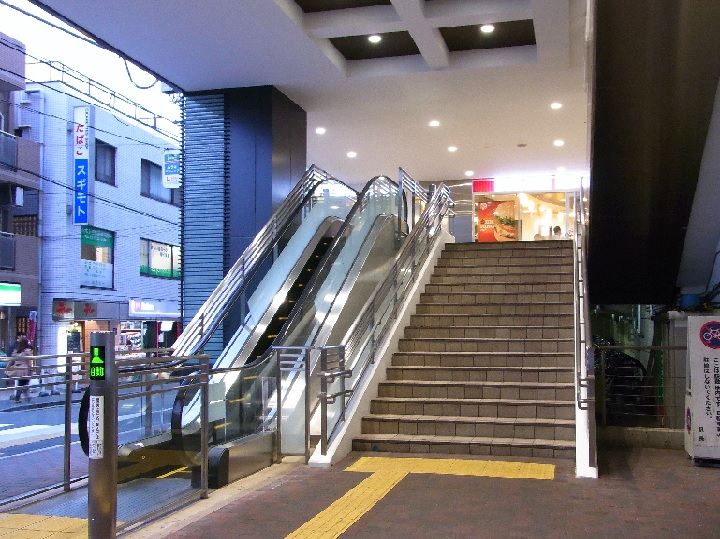
北口（2012年4月13日）
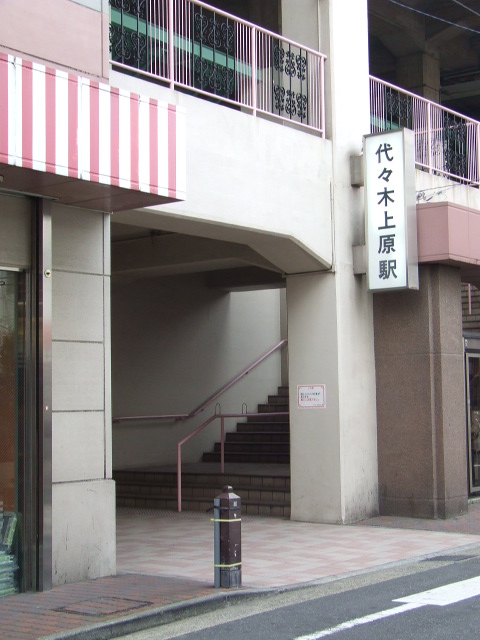
第二北口（2007年3月2日）
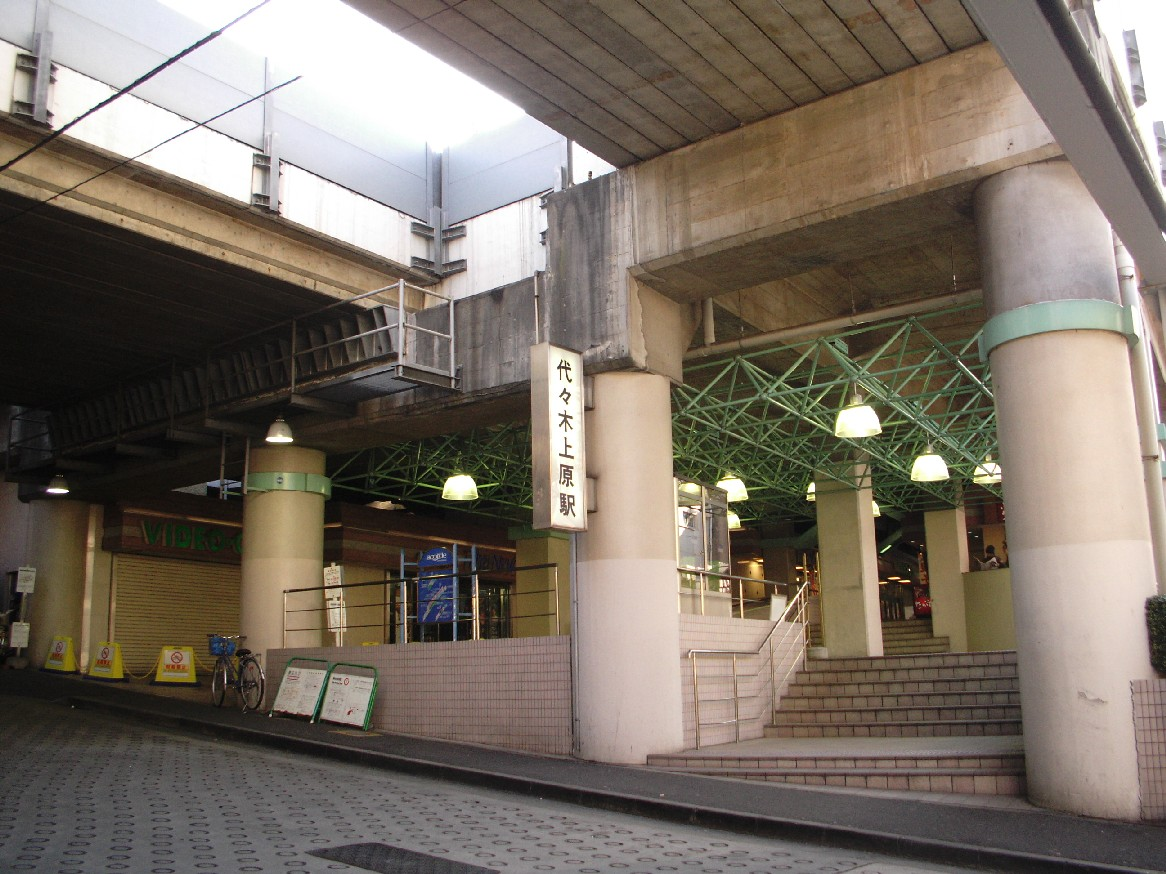
東口（2007年2月21日）
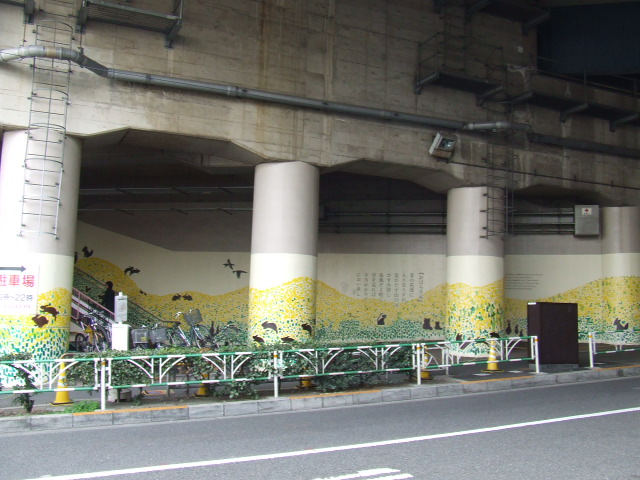
西口（2007年3月2日）
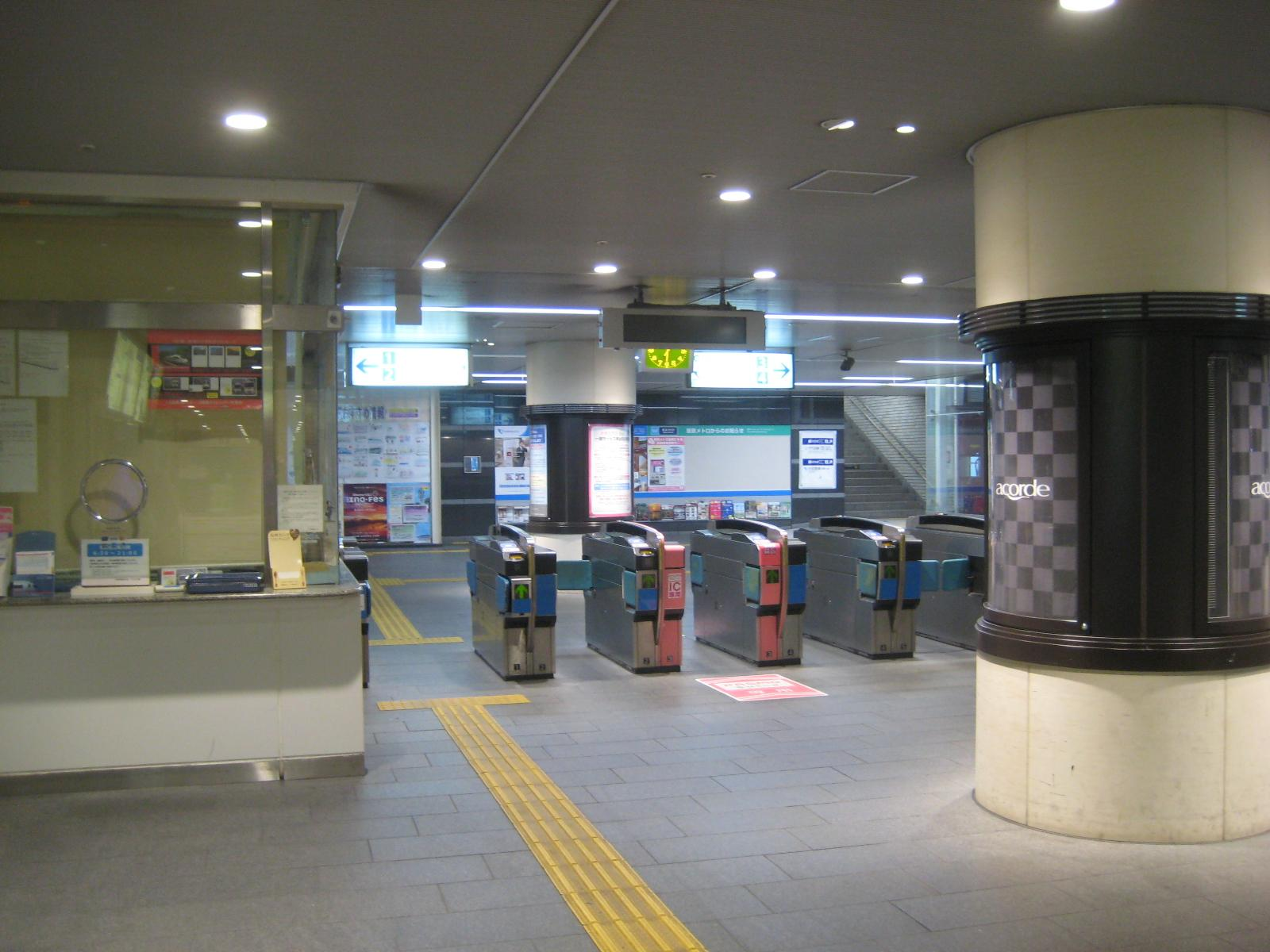
改札口（2012年10月26日）
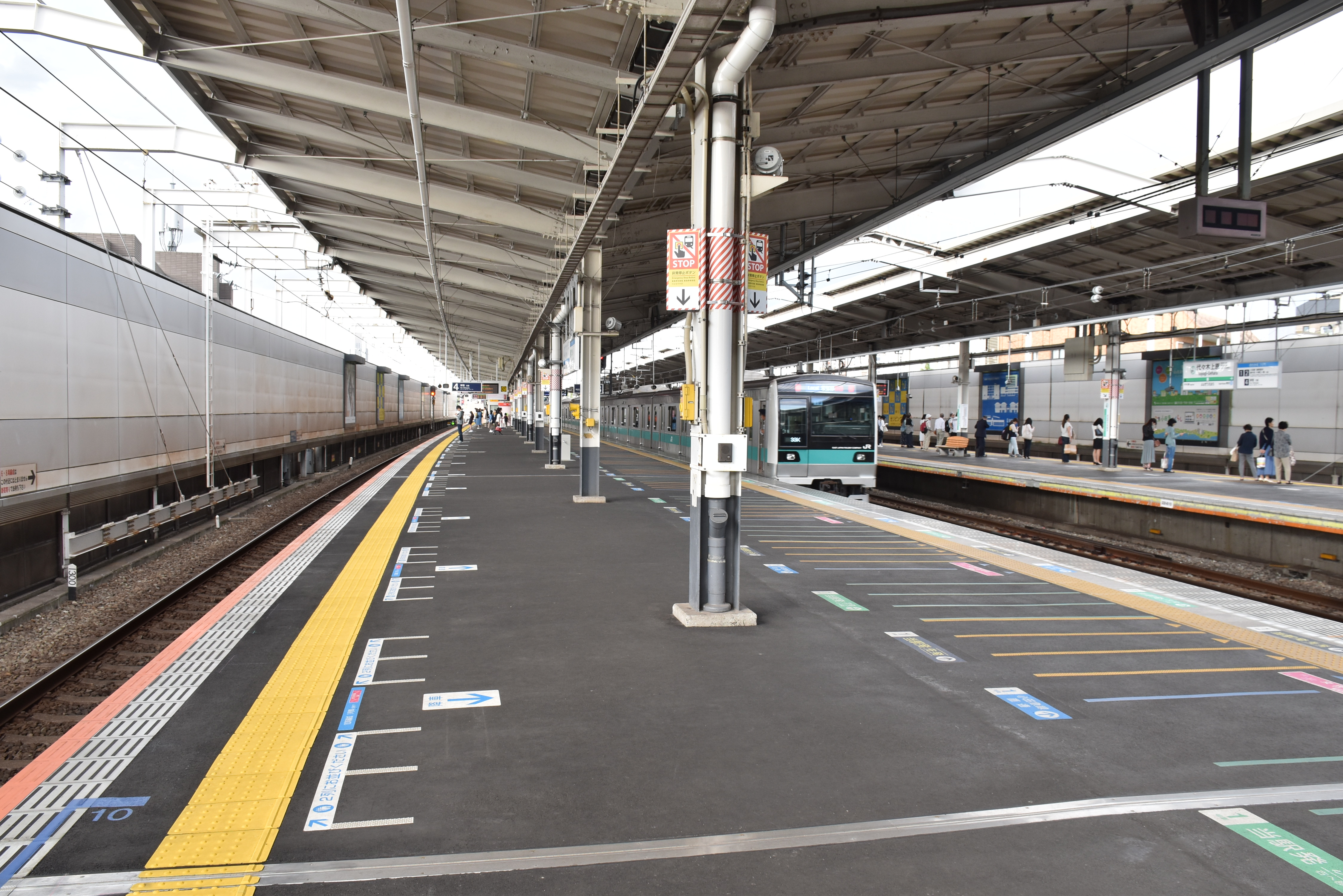
上りホーム（2018年5月19日）
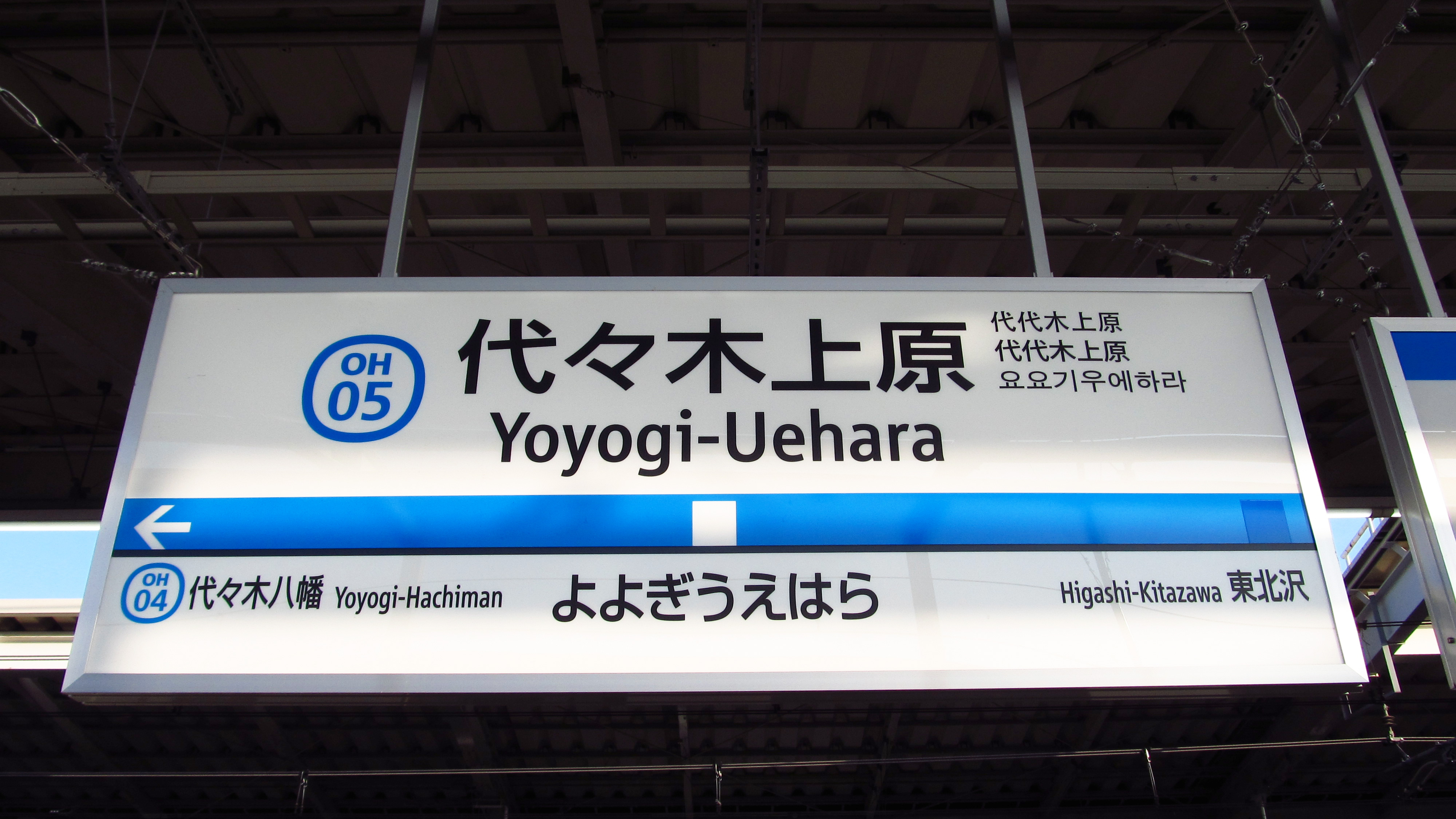
新型駅名標（2019年4月20日）
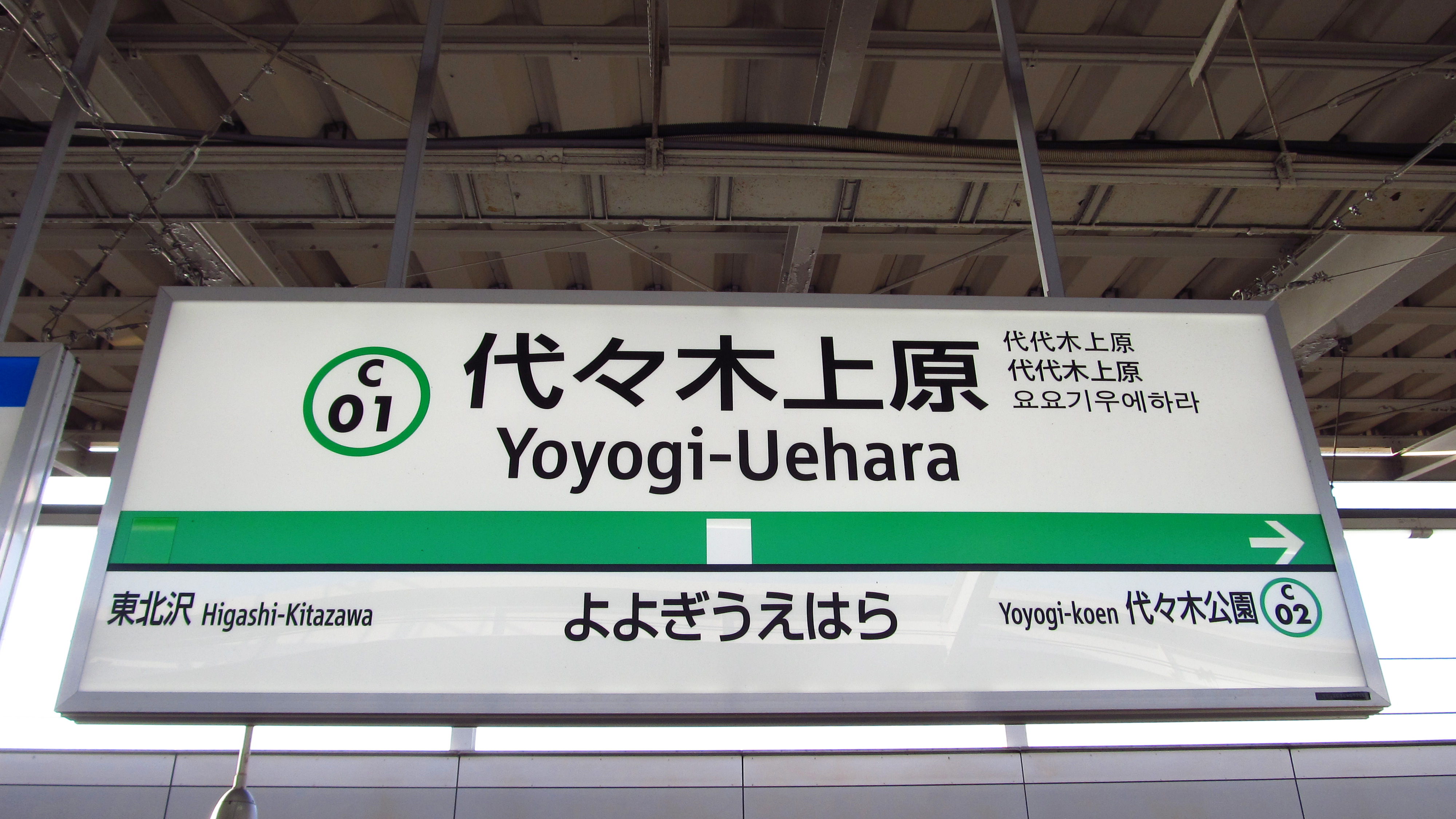
千代田線新型駅名標（2019年4月20日）

## 利用状況
- 小田急電鉄 - 2024年度（令和6年度）の1日平均乗降人員は269,075人である[小田急 1]。
小田急線全70駅の中では新宿駅に次いで第2位。この値には東京メトロとの直通人員を含む。
- 東京メトロ - 2024年度（令和6年度）の1日平均乗降人員は281,306人である[メトロ 1]。
小田急電鉄との直通人員含む。

### 年度別1日平均乗降人員
近年の1日平均乗降人員の推移は以下の通り。
| 年度               | 小田急電鉄       | 小田急電鉄 | 小田原線 千代田線 直通人員 | 営団 / 東京メトロ | 営団 / 東京メトロ |
| 年度               | 1日平均 乗降人員 | 増加率     | 小田原線 千代田線 直通人員 | 1日平均 乗降人員  | 増加率            |
| ------------------ | ---------------- | ---------- | -------------------------- | ----------------- | ----------------- |
| 1928年（昭和03年） | 2,168            |            | 未直通                     | 未開業            | 未開業            |
| 1930年（昭和05年） | 3,315            |            | 未直通                     | 未開業            | 未開業            |
| 1935年（昭和10年） | 3,545            |            | 未直通                     | 未開業            | 未開業            |
| 1940年（昭和15年） | 5,696            |            | 未直通                     | 未開業            | 未開業            |
| 1946年（昭和21年） | 6,314            |            | 未直通                     | 未開業            | 未開業            |
| 1950年（昭和25年） | 9,978            |            | 未直通                     | 未開業            | 未開業            |
| 1955年（昭和30年） | 12,794           |            | 未直通                     | 未開業            | 未開業            |
| 1960年（昭和35年） | 17,131           |            | 未直通                     | 未開業            | 未開業            |
| 1965年（昭和40年） | 18,087           |            | 未直通                     | 未開業            | 未開業            |
| 1970年（昭和45年） | 18,479           |            | 未直通                     | 未開業            | 未開業            |
| 1972年（昭和47年） | 18,250           |            | 未直通                     | 未開業            | 未開業            |
| 1975年（昭和50年） | 15,802           |            | 未直通                     | 未開業            | 未開業            |
| 1977年（昭和52年） | 14,660           |            | 未直通                     | 未開業            | 未開業            |
| 1978年（昭和53年） | 91,593           |            |                            |                   |                   |
| 1980年（昭和55年） | 131,490          |            |                            | 117,517           |                   |
| 1985年（昭和60年） | 161,274          |            |                            | 168,675           |                   |
| 1990年（平成02年） | 175,583          |            |                            | 185,306           |                   |
| 1991年（平成03年） |                  |            |                            | 185,506           | 0.1%              |
| 1992年（平成04年） | 174,943          |            |                            | 181,626           | −2.1%             |
| 1993年（平成05年） |                  |            |                            | 179,146           | −1.4%             |
| 1994年（平成06年） |                  |            |                            | 175,794           | −1.9%             |
| 1995年（平成07年） | 163,205          |            |                            | 173,066           | −1.6%             |
| 1996年（平成08年） |                  |            |                            | 171,693           | −0.8%             |
| 1997年（平成09年） |                  |            |                            | 170,437           | −0.7%             |
| 1998年（平成10年） |                  |            |                            | 171,592           | 0.7%              |
| 1999年（平成11年） |                  |            |                            | 171,092           | −0.3%             |
| 2000年（平成12年） | 171,288          |            |                            | 170,886           | −0.1%             |
| 2001年（平成13年） |                  |            |                            | 174,478           | 2.1%              |
| 2002年（平成14年） | 176,411          |            | 138,219                    | 177,139           | 1.5%              |
| 2003年（平成15年） | 178,237          | 1.0%       | 140,053                    | 176,548           | −0.3%             |
| 2004年（平成16年） | 175,404          | −1.6%      | 142,556                    | 175,563           | −0.6%             |
| 2005年（平成17年） | 182,257          | 3.9%       | 149,165                    | 182,036           | 3.7%              |
| 2006年（平成18年） | 192,704          | 5.7%       | 158,952                    | 193,793           | 6.5%              |
| 2007年（平成19年） | 214,530          | 11.3%      | 179,270                    | 220,239           | 13.6%             |
| 2008年（平成20年） | 223,176          | 4.0%       | 191,218                    | 225,348           | 2.3%              |
| 2009年（平成21年） | 224,465          | 0.6%       | 194,403                    | 228,994           | 1.6%              |
| 2010年（平成22年） | 224,032          | −0.2%      | 195,130                    | 227,020           | −0.9%             |
| 2011年（平成23年） | 222,249          | −0.8%      | 193,068                    | 225,658           | −0.6%             |
| 2012年（平成24年） | 230,242          | 3.6%       | 200,186                    | 234,945           | 4.1%              |
| 2013年（平成25年） | 240,639          | 4.5%       | 209,814                    | 246,749           | 5.0%              |
| 2014年（平成26年） | 243,222          | 1.1%       | 212,507                    | 250,439           | 1.5%              |
| 2015年（平成27年） | 251,439          | 3.4%       | 220,103                    | 259,259           | 3.5%              |
| 2016年（平成28年） | 255,378          | 1.6%       | 223,172                    | 268,742           | 3.7%              |
| 2017年（平成29年） | 262,708          | 2.9%       | 230,123                    | 278,836           | 3.8%              |
| 2018年（平成30年） | 276,210          | 5.1%       | 242,246                    | 292,774           | 5.0%              |
| 2019年（令和元年） | 283,238          | 2.5%       | 249,333                    | 301,234           | 2.9%              |
| 2020年（令和02年） | 190,176          | −32.9%     |                            | 199,709           | −33.7%            |
| 2021年（令和03年） | 207,581          | 9.2%       |                            | 215,269           | 7.8%              |
| 2022年（令和04年） | 237,023          | 14.2%      |                            | 245,740           | 14.2%             |
| 2023年（令和05年） | 257,017          | 8.4%       |                            | 267,748           | 9.0%              |
| 2024年（令和06年） | 269,075          | 4.7%       |                            | 281,306           | 5.1%              |

### 年度別1日平均乗車人員（1927年 - 1935年）
| 年度               | 小田原 急行鉄道 | 出典             |
| ------------------ | --------------- | ---------------- |
| 1927年（昭和02年） | 794             | [ 東京府統計 1 ] |
| 1928年（昭和03年） | 1,087           | [ 東京府統計 2 ] |
| 1929年（昭和04年） | 1,482           | [ 東京府統計 3 ] |
| 1930年（昭和05年） | 1,665           | [ 東京府統計 4 ] |
| 1931年（昭和06年） | 1,708           | [ 東京府統計 5 ] |
| 1932年（昭和07年） | 1,679           | [ 東京府統計 6 ] |
| 1933年（昭和08年） | 1,699           | [ 東京府統計 7 ] |
| 1934年（昭和09年） | 1,696           | [ 東京府統計 8 ] |
| 1935年（昭和10年） | 1,768           | [ 東京府統計 9 ] |

### 年度別1日平均乗車人員（1956年 - 2000年）
| 年度               | 小田急電鉄 | 営団       | 出典              |
| ------------------ | ---------- | ---------- | ----------------- |
| 1956年（昭和31年） | 6,904      | 未 開 業   | [ 東京都統計 1 ]  |
| 1957年（昭和32年） | 7,245      | 未 開 業   | [ 東京都統計 2 ]  |
| 1958年（昭和33年） | 7,684      | 未 開 業   | [ 東京都統計 3 ]  |
| 1959年（昭和34年） | 7,843      | 未 開 業   | [ 東京都統計 4 ]  |
| 1960年（昭和35年） | 8,358      | 未 開 業   | [ 東京都統計 5 ]  |
| 1961年（昭和36年） | 8,662      | 未 開 業   | [ 東京都統計 6 ]  |
| 1962年（昭和37年） | 8,911      | 未 開 業   | [ 東京都統計 7 ]  |
| 1963年（昭和38年） | 8,868      | 未 開 業   | [ 東京都統計 8 ]  |
| 1964年（昭和39年） | 8,856      | 未 開 業   | [ 東京都統計 9 ]  |
| 1965年（昭和40年） | 8,857      | 未 開 業   | [ 東京都統計 10 ] |
| 1966年（昭和41年） | 8,863      | 未 開 業   | [ 東京都統計 11 ] |
| 1967年（昭和42年） | 8,916      | 未 開 業   | [ 東京都統計 12 ] |
| 1968年（昭和43年） | 9,019      | 未 開 業   | [ 東京都統計 13 ] |
| 1969年（昭和44年） | 9,021      | 未 開 業   | [ 東京都統計 14 ] |
| 1970年（昭和45年） | 8,918      | 未 開 業   | [ 東京都統計 15 ] |
| 1971年（昭和46年） | 9,049      | 未 開 業   | [ 東京都統計 16 ] |
| 1972年（昭和47年） | 8,740      | 未 開 業   | [ 東京都統計 17 ] |
| 1973年（昭和48年） | 8,055      | 未 開 業   | [ 東京都統計 18 ] |
| 1974年（昭和49年） | 8,288      | 未 開 業   | [ 東京都統計 19 ] |
| 1975年（昭和50年） | 7,495      | 未 開 業   | [ 東京都統計 20 ] |
| 1976年（昭和51年） | 6,471      | 未 開 業   | [ 東京都統計 21 ] |
| 1977年（昭和52年） | 6,288      | [ 備考 3 ] | [ 東京都統計 22 ] |
| 1978年（昭和53年） | 43,312     | 46,159     | [ 東京都統計 23 ] |
| 1979年（昭和54年） | 54,402     | 59,314     | [ 東京都統計 24 ] |
| 1980年（昭和55年） | 58,693     | 64,071     | [ 東京都統計 25 ] |
| 1981年（昭和56年） | 62,901     | 68,904     | [ 東京都統計 26 ] |
| 1982年（昭和57年） | 66,351     | 73,060     | [ 東京都統計 27 ] |
| 1983年（昭和58年） | 69,443     | 76,986     | [ 東京都統計 28 ] |
| 1984年（昭和59年） | 72,934     | 80,222     | [ 東京都統計 29 ] |
| 1985年（昭和60年） | 75,899     | 83,978     | [ 東京都統計 30 ] |
| 1986年（昭和61年） | 79,115     | 87,847     | [ 東京都統計 31 ] |
| 1987年（昭和62年） | 80,298     | 91,667     | [ 東京都統計 32 ] |
| 1988年（昭和63年） | 80,918     | 93,129     | [ 東京都統計 33 ] |
| 1989年（平成元年） | 81,118     | 92,723     | [ 東京都統計 34 ] |
| 1990年（平成02年） | 81,871     | 92,529     | [ 東京都統計 35 ] |
| 1991年（平成03年） | 81,262     | 91,984     | [ 東京都統計 36 ] |
| 1992年（平成04年） | 80,104     | 90,556     | [ 東京都統計 37 ] |
| 1993年（平成05年） | 78,274     | 88,833     | [ 東京都統計 38 ] |
| 1994年（平成06年） | 76,575     | 87,334     | [ 東京都統計 39 ] |
| 1995年（平成07年） | 75,055     | 86,087     | [ 東京都統計 40 ] |
| 1996年（平成08年） | 74,641     | 85,501     | [ 東京都統計 41 ] |
| 1997年（平成09年） | 74,027     | 85,329     | [ 東京都統計 42 ] |
| 1998年（平成10年） | 73,940     | 86,148     | [ 東京都統計 43 ] |
| 1999年（平成11年） | 74,216     | 85,694     | [ 東京都統計 44 ] |
| 2000年（平成12年） | 74,677     | 86,216     | [ 東京都統計 45 ] |

### 年度別1日平均乗車人員（2001年以降）
近年の1日平均乗車人員は下表の通り。
| 年度               | 小田急電鉄 | 営団 / 東京メトロ | 出典              |
| ------------------ | ---------- | ----------------- | ----------------- |
| 2001年（平成13年） | 76,904     | 87,937            | [ 東京都統計 46 ] |
| 2002年（平成14年） | 78,501     | 89,266            | [ 東京都統計 47 ] |
| 2003年（平成15年） | 80,459     | 90,232            | [ 東京都統計 48 ] |
| 2004年（平成16年） | 81,995     | 90,490            | [ 東京都統計 49 ] |
| 2005年（平成17年） | 85,449     | 93,918            | [ 東京都統計 50 ] |
| 2006年（平成18年） | 90,685     | 99,874            | [ 東京都統計 51 ] |
| 2007年（平成19年） | 101,347    | 112,825           | [ 東京都統計 52 ] |
| 2008年（平成20年） | 106,425    | 116,318           | [ 東京都統計 53 ] |
| 2009年（平成21年） | 107,668    | 116,953           | [ 東京都統計 54 ] |
| 2010年（平成22年） | 107,468    | 116,860           | [ 東京都統計 55 ] |
| 2011年（平成23年） | 106,749    | 115,885           | [ 東京都統計 56 ] |
| 2012年（平成24年） | 110,726    | 120,633           | [ 東京都統計 57 ] |
| 2013年（平成25年） | 115,888    | 126,758           | [ 東京都統計 58 ] |
| 2014年（平成26年） | 117,138    | 129,133           | [ 東京都統計 59 ] |
| 2015年（平成27年） | 121,251    | 133,577           | [ 東京都統計 60 ] |
| 2016年（平成28年） | 123,249    | 138,403           | [ 東京都統計 61 ] |
| 2017年（平成29年） | 126,984    | 143,411           | [ 東京都統計 62 ] |
| 2018年（平成30年） | 133,904    | 150,288           | [ 東京都統計 63 ] |
| 2019年（令和元年） | 154,383    | 137,566           | [ 東京都統計 64 ] |
| 2020年（令和2年）  | 92,904     |                   | [ 東京都統計 65 ] |
| 2021年（令和3年）  |            | 110,170           |                   |

備考
1. 1 2  千代田線乗り入れ開始
2. ↑  1927年4月1日開業。
3. ↑  1978年3月31日開業。

## 駅周辺
ホーム下にあるacorde（アコルデ）代々木上原は耐震補強のためのリニューアル工事を実施した。2009年（平成21年）2月26日に文教堂書店やサンマルクカフェ、なか卯などの一部店舗がオープンし、改札側は2011年（平成23年）6月23日にリニューアルオープンした。
- Odakyu OX 代々木上原店（acorde内）
- 渋谷区役所 上原出張所・渋谷区上原区民会館・渋谷区上原敬老館
- 渋谷区上原社会教育館
- 古賀政男音楽博物館：JASRAC本部に隣接。
- 渋谷上原郵便局
- 三菱UFJ銀行 代々木上原支店
- 上原駅前商店街
- 上原銀座商店街
- 代々木上原南口商店会
- 上原仲通り商店街
- JASRAC日本音楽著作権協会本部
- 東京ジャーミイ・トルコ文化センター - イスラム教のモスク
- 井ノ頭通り

### バス路線
駅近くの井の頭通りに「代々木上原駅」停留所があり、京王バス路線が発着する。
- 京王バス
  - 渋68：大原一丁目行（夜間のみ） / 渋谷区役所経由 渋谷駅行（朝のみ）
  - 渋69：笹塚駅（循環）行 / 渋谷区役所経由 渋谷駅行
  - ハチ公バス 丘を越えてルート：はつらつセンター富ヶ谷経由 渋谷駅行

## その他
- 駅自動放送は全ホームで小田急標準放送が流れている。また、3番ホームには東京メトロ仕様の発車標が設置されているが、千代田線他駅と異なり日本語・英語のみの表示（中国語・韓国語表示なし）となっている。
- 東京メトロの電報略号は「ヨハ」で、JR乗務員用時刻表にも記入されている。

## 隣の駅
小田急電鉄
 小田原線
■快速急行・■急行・□通勤急行（急行の一部は千代田線直通、通勤急行は上りのみ）
新宿駅 (OH 01) - 代々木上原駅 (OH 05) - 下北沢駅 (OH 07)
□通勤準急・■準急（千代田線直通）
（千代田線） - 代々木上原駅 (OH 05) - 下北沢駅 (OH 07)
■各駅停車（一部千代田線直通）
代々木八幡駅 (OH 04) - 代々木上原駅 (OH 05) - 東北沢駅 (OH 06)
- 準急は2018年（平成30年）3月17日ダイヤ改正限りで新宿発着運行を終了、通勤準急共々、全列車が東京メトロ千代田線直通列車のみの運行となっており、新宿発着列車はダイヤ乱れ時に限り運行される。この場合、途中駅を通過して新宿駅へと向かう。

東京地下鉄
 千代田線
（小田原線 下北沢方面） - 代々木上原駅 (C 01) - 代々木公園駅 (C 02)
- 特急ロマンスカー（当駅は通過扱い）・急行・通勤準急・準急・各駅停車が直通運転を行うが、千代田線内（～JR常磐線内）は特急ロマンスカーを除き全列車が各駅に停車する。そのため、綾瀬方面の急行・通勤準急・準急は当駅より「各駅停車」に表示が変わる。逆に千代田線からの直通列車は、線内では小田急線での種別を表示する（線内着は「各駅停車」の表示）。なお、2018年（平成30年）11月に営業運転を終了した東京地下鉄6000系のみ、「各駅停車」表示には最後まで対応せず無表示での対応となっていた。

### 東京メトロ線・小田急線直通特急列車
2008年（平成20年）3月15日より、特急ロマンスカー（60000形 MSE）による千代田線・有楽町線への直通運転を開始した。当駅には乗務員交代のために運転停車するが、乗客の乗降は行わない。また、東京メトロ線内のみの乗車はできない。詳しくは小田急ロマンスカーを参照。

#### 利用状況に関する資料
私鉄・地下鉄の1日平均利用客数
私鉄・地下鉄の統計データ
1. ↑  レポート - 関東交通広告協議会
2. 1 2  渋谷区勢概要 - 渋谷区

小田急電鉄の1日平均利用客数
1. 1 2 3  “鉄道部門：駅別乗降人員・輸送人員ほか”.   小田急電鉄. 2025年6月30日時点のオリジナルよりアーカイブ。2025年7月5日閲覧。
2. ↑  “鉄道部門：駅別乗降人員・輸送人員ほか”.   小田急電鉄. 2023年3月8日時点のオリジナルよりアーカイブ。2024年6月25日閲覧。
3. ↑  “鉄道部門：駅別乗降人員・輸送人員ほか”.   小田急電鉄. 2023年7月1日時点のオリジナルよりアーカイブ。2024年6月25日閲覧。
4. ↑  “鉄道部門：駅別乗降人員・輸送人員ほか”.   小田急電鉄. 2024年6月28日時点のオリジナルよりアーカイブ。2024年6月25日閲覧。

東京地下鉄の1日平均利用客数
1. 1 2 3  “各駅の乗降人員ランキング”.   東京地下鉄. 2025年6月23日時点のオリジナルよりアーカイブ。2025年6月27日閲覧。
2. ↑  “各駅の乗降人員ランキング(2020年度)”.   東京地下鉄. 2023年6月27日閲覧。
3. ↑  “各駅の乗降人員ランキング(2021年度)”.   東京地下鉄. 2023年6月27日閲覧。
4. ↑  “各駅の乗降人員ランキング(2022年度)”.   東京地下鉄. 2024年6月24日閲覧。
5. ↑  “各駅の乗降人員ランキング”.   東京地下鉄. 2024年6月24日閲覧。

東京府統計書
1. ↑  昭和2年
2. ↑  昭和3年
3. ↑  昭和4年
4. ↑  昭和5年
5. ↑  昭和6年
6. ↑  昭和7年
7. ↑  昭和8年
8. ↑  昭和9年
9. ↑  昭和10年

東京都統計年鑑
1. ↑  昭和31年 (PDF)  - 10ページ
2. ↑  昭和32年 (PDF)  - 10ページ
3. ↑  昭和33年 (PDF)  - 10ページ
4. ↑  昭和34年
5. ↑  昭和35年
6. ↑  昭和36年
7. ↑  昭和37年
8. ↑  昭和38年
9. ↑  昭和39年
10. ↑  昭和40年
11. ↑  昭和41年
12. ↑  昭和42年
13. ↑  昭和43年
14. ↑  昭和44年
15. ↑  昭和45年
16. ↑  昭和46年
17. ↑  昭和47年
18. ↑  昭和48年
19. ↑  昭和49年
20. ↑  昭和50年
21. ↑  昭和51年
22. ↑  昭和52年
23. ↑  昭和53年
24. ↑  昭和54年
25. ↑  昭和55年
26. ↑  昭和56年
27. ↑  昭和57年
28. ↑  昭和58年
29. ↑  昭和59年
30. ↑  昭和60年
31. ↑  昭和61年
32. ↑  昭和62年
33. ↑  昭和63年
34. ↑  平成元年
35. ↑  平成2年
36. ↑  平成3年
37. ↑  平成4年
38. ↑  平成5年
39. ↑  平成6年
40. ↑  平成7年
41. ↑  平成8年
42. ↑  平成9年
43. ↑  平成10年 (PDF)
44. ↑  平成11年 (PDF)
45. ↑  平成12年
46. ↑  平成13年
47. ↑  平成14年
48. ↑  平成15年
49. ↑  平成16年
50. ↑  平成17年
51. ↑  平成18年
52. ↑  平成19年
53. ↑  平成20年
54. ↑  平成21年
55. ↑  平成22年
56. ↑  平成23年
57. ↑  平成24年
58. ↑  平成25年
59. ↑  平成26年
60. ↑  平成27年
61. ↑  平成28年
62. ↑  平成29年
63. ↑  平成30年
64. ↑  平成31年・令和元年
65. ↑  令和2年